# El Carmen (Norte de Santander)
El Carmen, cuyo antiguo nombre es Estancia Vieja, es un municipio colombiano situado en el noreste del país, en el departamento de Norte de Santander. Se encuentra ubicado en las estribaciones de la Cordillera Oriental, a una distancia de 313 km al norte de Cúcuta, capital del departamento. La temperatura media es de 21 °C, y la altitud de la cabecera municipal es de 761 m s. n. m. Posee bajo su jurisdicción un centro poblado: Guamalito.
El municipio de El Carmen es conocido por el atractivo de su arquitectura colonial, por lo que fue nombrado Bien de Interés Cultural de carácter Nacional según Resolución 0929 del 25 de julio de 2005. En su territorio se encuentra el Resguardo Indígena Motilón Barí y una parte del parque nacional natural Catatumbo Barí.

## Símbolos

### Himno
| - Letra: Ciro Castilla Jácome. - Música: Manuel Alvarado. Coro Busquemos en la historia la gloria y sus recuerdos, busquemos un futuro de tiempos para El Carmen, escudo del honor. I Nació hace muchos años, trescientos y algo más, y siempre por divisa sus hijos escribieron: Justicia, paz, concordia, sublime libertad. II Y por eso, tal vez, tal vez por eso con saña han perseguido al pueblo que por siempre dispuesto al sacrificio la historia de Colombia mil páginas bordó. | III El Carmen es paisaje de múltiples colores, tal vez es un retablo de oro martillado con chispas de arco iris brilladas por el sol. IV El Carmen es poema de versos cadenciosos, tal vez es un poema que una tarde cualquiera entre nubes de incienso sonriendo bondadoso los escribiera Dios. |

## Historia
De los primeros pobladores del territorio poco se sabe, pero se cree que pudieron ser los indígenas Caretes, que vivían en las regiones intermedias de las tribus Hacaritamas y las selvas del pueblo Motilón-barí. La comarca fue poblada posteriormente por colonos provenientes de Ocaña.
El 16 de julio de 1686 se libró el título de las tierras del terreno conocido como Estancia Vieja por parte del gobernador y capitán general de la provincia de Santa Marta. A partir de esa fecha, que se considera como la de la primera fundación del municipio, la población fue conocida como Estancia Vieja de Nuestra Señora del Carmen. De manera tradicional se tiene al capitán Francisco del Busto como fundador de la población, aunque no existe ningún documento que lo confirme. Las estancias o haciendas de campo de la región estaban dedicadas a la producción de caña de azúcar; la estancia más grande y antigua era la llamada Estancia Vieja. Los primeros colonos fueron Lope Bernardo Maris Pedrozo, Francisco González Vega, Francisco Marqués, Nicolás Rodríguez de Mesa, Francisco Quintero Arias, Jerónimo Gómez Farelo e Isabel Fernández de la Torre, todos ellos provenientes de Ocaña.
En 1739, por escritura pública N.º 81, el señor Buenaventura Escobar vende a la Compañía de Jesús la finca El Marqués, en Estancia Vieja. Ese mismo año, por escritura pública N.º 108, el señor Carlos Quevedo vende también a la Compañía de Jesús la finca El Astillero. En junio de 1800, los vecinos de Estancia Vieja solicitan al gobernador de la provincia de Santa Marta que se eleve a Parroquia el partido de Estancia Vieja. Según algunos testimonios que reposan en el archivo de la Curia de Ocaña, y en el Libro de Bautismos de El Carmen correspondiente al año de 1821, se demuestra que en 1813 fue elevado a la categoría de Parroquia el Partido de Estancia Vieja y en este mismo año se puso la primera piedra para la construcción de la iglesia, aunque según algunas versiones, esto habría ocurrido el 7 de noviembre de 1808. El progreso de la población se hizo posible gracias a que estaba en el camino que conducía desde Ocaña hasta Santa Marta.
En 1810, estando en Pamplona adelantando estudios secundarios el joven Juan de Dios Illera, tuvo conocimiento directo en el lugar de su residencia de los movimientos revolucionarios contra el corregidor Bastús, y al regresar a Ocaña acompañado de otro joven llamado José Antonio Quintero Copete, pasó por El Carmen e informó de los diferentes movimientos de armas que estaban teniendo lugar en el virreinato, y de lo sucedido en Santafé de Bogotá el 20 de julio de ese año. Por noticias de José Antonio Copete, en la ciudad de Ocaña, según el historiador Justiniano J. Páez, comenzó a formarse un núcleo de patriotas que fue perseguido por las autoridades, por lo cual muchos de ellos se retiraron a El Carmen, en donde encontraron eco sus inquietudes.
Cuando Simón Bolívar llegó con sus tropas a Puerto Nacional, fueron muchos los que abrazaron la causa independentista. De todas estas actividades se tuvo noticia en El Carmen y muchos jóvenes de la población se trasladaron a Ocaña para conocer a Bolívar, quien había llegado el 10 de enero de 1813, esos jóvenes en su entusiasmo se alistaron y formaron parte de la compañía "Libres de Ocaña" a las órdenes de Juan de Francisco García. De aquellos soldados de nombres ignorados sólo se conservan los de Julio Avendaño y Martín Casadiego (del primero se conoció un bisnieto en El Carmen y el segundo era antepasado de don Enrique Pardo Farelo), quienes el 16 de febrero de 1813 emprendieron la marcha junto con las tropas independentistas.
Hacia 1916 el coronel Francisco Rivas fundó la Fábrica de Aceites Alianza, planta de extracción de aceite de higuerilla que exportó sus productos, a través del puerto de Barranquilla, hasta Alemania. Sin embargo, como consecuencia de la intensificación del conflicto de La Violencia en Colombia, la fábrica cerró en 1949.
En el municipio de El Carmen no están interesados en hacer parte del nuevo departamento que quieren formar, ya que la cultura, costumbres e idiosincrasia hacen parte de Los Santander y no de la cultura Costeña. 

## Geografía
La extensión territorial del municipio es de 1723 km².

### Límites
- Norte: República Bolivariana de Venezuela.
- Sur: Municipios de Ocaña (Norte de Santander) y González (Cesar).
- Oriente: Municipio de Convención.
- Occidente: Departamento del Cesar.

### Hidrografía
En el municipio de El Carmen se encuentran dos grandes cuencas hídricas: la Gran Cuenca del Magdalena y la Gran Cuenca del Catatumbo. Está surcado por el río Quebrada Grande (antiguamente llamado Quebrada El Marqués), y algunas de las quebradas más importantes son las siguientes:
- El Carmen.
- El Lorito.
- El Salto (también llamada San Rafael).
- El Tigre.
- Honda.
- La Osa.
- La Trinidad.

## Economía
Las actividades económicas principales son aquellas relacionadas con el sector primario. Destaca la agricultura, con cultivos de café, frijol, tomate, cebolla, aguacate, mango, cítricos como la naranja y limón, entre otros. En los últimos años ha adquirido cierta importancia la piscicultura, con cría de cachamas y bocachicos.

## Turismo

### Sitios de interés
- Parque nacional natural Catatumbo Barí: Es un área geológica de especial interés científico, con fines de conservación de fauna y flora. Es una de las 56 áreas protegidas del sistema de Parques nacionales naturales de Colombia, reconocido a través de las Resoluciones N.º 102 del 26 de noviembre de 1988 y 105 de diciembre de 1988.[10]
- Reserva forestal: Es un área protegida de especial importancia para la investigación y para actividades educativas.
- Monte Sagrado: Rodea la cabecera municipal y es considerado uno de los tesoros ecológicos del municipio.
- Templo Parroquial.
- Monumento Filo de la Virgen.
- Parque Principal Rafael Uribe Uribe
- Lagunas de Maracaibo.
- Peñas Blancas.
- Casa del Anciano.

### Festividades
- Fiestas Patronales: En honor de la Virgen del Carmen, se realizan el 16 de julio.
- Fiesta del Santo Ángel Custodio: Tiene lugar en el corregimiento Guamalito el 2 de octubre.

## Vías de acceso
Hay dos vías terrestres secundarias que comunican con el municipio de El Carmen: 
- La primera vía comunica con Ocaña.
- La segunda vía comunica con La Mata (Municipio La Gloria), ruta que conduce a la Ruta del Sol.

## Estructura organizacional municipal
| El Carmen          | El Carmen   | El Carmen                  |
| Departamento       | Código DANE | Categoría municipal (2023) |
| ------------------ | ----------- | -------------------------- |
| Norte de Santander | 54245       | Sexta                      |

- Personería: Es un centro del Ministerio Público de Colombia que ejerce, vigila y hace control sobre la gestión de las alcaldías y entes descentralizados; velan por la promoción y protección de los derechos humanos; vigilan el debido proceso, la conservación del medio ambiente, el patrimonio público y la prestación eficiente de los servicios públicos, garantizando a la ciudadanía la defensa de sus derechos e intereses.

- Concejo Municipal: Es la suprema autoridad política del municipio. En materia administrativa sus atribuciones son de carácter normativo. También le corresponde vigilar y hacer control político a la administración municipal. Se regulan por los reglamentos internos de la corporación en el marco de la Constitución Política Colombiana (artículo 313) y las leyes, en especial la Ley 136 de 1994 y la Ley 1551 de 2012.

Constituido por 11 concejales por un periodo de 4 años.
- Alcaldía Municipal: En esta se encuentra la administración distrital y las entidades descentralizadas del municipio.

El alcalde se pronuncia mediante decretos y se desempeña como representante legal, judicial y extrajudicial del municipio. El alcalde municipal es José Contreras Yaruro (2024-2027).
- JAL.

## Carmelitanos ilustres
- Enrique Pardo Farelo: Conocido por el seudónimo "Luis Tablanca", fue un poeta, escritor y periodista nacido en El Carmen el 11 de diciembre de 1883 y fallecido en la misma ciudad el 1 de junio de 1965. A lo largo de su vida trabajó en los periódicos El Espectador, El Tiempo, entre otros, y fue cofundador de la revista Cromos. Era descendiente del ocañero Jerónimo Gómez Farelo, uno de los primeros colonos de El Carmen, y entre sus ancestros también se encontraba el sacerdote ocañero Joaquín Gómez Farelo, quien escribió la  historia de la aparición de la Virgen de Torcoroma.[11]